# Leandro e Leonardo
 (janvier 2008).
Améliorez-le ou discutez des points à vérifier. 
Leandro et Leonardo est un duo de chanteurs brésiliens.
Luis José da Costa dit "Leandro" est né le 15 août 1961, à Goianápolis, intérieur de l'État de Goiás. Son frère, Emival Eterno da Costa dit "Leonardo" est né le 25 juillet 1963. Leurs parents étaient Carmem Divina da Silva et Avelino Virgulino da Costa.
Jusqu'au début des années 1980, ils travaillèrent dans la plantation de tomates que détenait la famille, ici-même où Leandro commença à chanter.

## Une passion pour la musique
Cependant les deux frères étaient passionnés de musique dite "sertaneja", littéralement "de la brousse. Leandro rêvait d'un futur meilleur pour sa famille. L'année suivante, Leonardo entra dans le groupe "Os Dominantes". Le groupe chantait des succès internationaux et des chansons du roi, Roberto Carlos (chanteur brésilien dans les années 1940-50).
Leonardo, lui, chantait seulement dans sa plantation de tomates...
Cette sorte de country à la brésilienne les pousse à tenter leur chance et ils prennent donc en 1983, les noms de "Leandro" pour Luiz José et "Leonardo" pour Emival Eterno.
Leur musique est inspirée des Beatles et de Roberto Carlos.
Partis à Goiânia pour vivre de la musique, ils sont très rapidement remarqués, après avoir gagné un concours de chanteur télévisé, les deux frères ne tardent pas à signer un premier contrat avec une télé locale. Ils seront considérés comme des idoles dans tout l'État de Goiás.
En 1984, sort leur premier album "Hoje Acordei Chorando".

## Un succès national dans les années 1990
En 1989, après avoir gagné un peu d'argent, ils vont tenter de se faire connaître à São Paulo et tapent dans l'œil de la maison de disques, Continental, qui fait signer aux deux frères un premier contrat.
Une des chansons de leur troisième album, "Entre Tapas e Beijos" restera même plusieurs mois à la troisième place du top 100 brésilien.[réf. nécessaire]
Tandis qu'en 1991, la chanson "Pense em Mim" battra tous les records sur les radios brésiliennes.[réf. nécessaire]
Ce succès les enverra directement sur la scène du plus que fameux "Canecão", une des plus célèbres maisons de spectacles à Rio de Janeiro.
Le succès fut encore au rendez-vous et la télévision Rede Globo entreprit de faire signer un contrat au duo afin de présenter un show télé qui sera nommé "Leandro e Leonardo Especial".
En 1993, c'est la Warner Music Group qui devient leur producteur, et le succès est identique avec "Mexe Mexe" et "Dor de Amor Não Tem Jeito".
En 1995, ils s'unirent pour un show télé de Rede Globo à d'autres chanteurs connus de musica sertaneja. Chitãozinho & Xororó, Zezé di Camargo et Luciano. À eux 6, ils feront un tel show que ce programme sera suivi à travers tout le Brésil et même à l'étranger. Record d'audience pour la Rede Globo.[réf. nécessaire]
L'ascension continue et en 1998, ils signent avec BMG Entertainment Brasil. L'album "Um Sonhador" est le dernier du duo et un grand succès avec les chansons: "Deu Medo", "Um Sonhador", "Cumade e Cumpade". En préparant l'album Leandro découvre qu'il est gravement malade.

## La fin du duo
Malheureusement, alors que le succès à travers le Brésil était total (plus de 20 millions d'albums vendus depuis 1989, un record au Brésil pour un duo), après une longue lutte, Leandro meurt d'un cancer du poumon le 23 juin 1998 à São Paulo alors que son frère était en concert à Bahia.
Le jour de son enterrement à Goiânia, plus de 5 000 personnes seront présentes dont des personnalités brésiliennes, du footballeur Alex Dias aux hommes politiques... (Voir lien)
Sa mère, dona Carmem, a créé peu après à Aparecida de Goiânia, "A casa de Apoio São Luis" pour venir en aide aux personnes atteintes du cancer.

## Leonardo
Le petit frère, Leonardo a malgré tout continué sa carrière en solo avec beaucoup de succès jusqu'à aujourd'hui encore, comme l'a toujours désiré son frère.
En 1999, il revient sur scène avec l'album "O Tempo" et la chanson "Mano", en hommage à son frère. Un tel succès pour le retour sur scène de Leonardo que ce show sortira en DVD.
En 2002, il lance son fils, Pedro et son filleul, Thiago, le fils de Leandro dans une carrière musicale. Ce nouveau duo "Pedro e Thiago" aura de grands succès et compte déjà 4 albums
En 2007, Leonardo continue à vivre de grands succès grâce à la fidélité de ses fans.

## Discographie
- 1983 Leandro & Leonardo Vol.0* - Independente
- 1986 Leandro & Leonardo - Explosão de Desejos - M3
- 1987 Leandro & Leonardo Vol. 2 - M3
- 1989 Leandro & Leonardo Vol. 3 - Chantecler
- 1990 Leandro & Leonardo Vol. 4 - Chantecler
- 1991 Leandro & Leonardo Vol. 5 - Chantecler
- 1992 Leandro & Leonardo Vol. 6 - Chantecler
- 1993 Leandro & Leonardo Vol. 7 - Chantecler/Warner Music
- 1994 Leandro & Leonardo Vol. 8 - Chantecler/Warner Music
- 1995 Leandro & Leonardo Vol. 9 - Chantecler/Warner Music
- 1996 Leandro & Leonardo Vol. 10 - Chantecler/Warner Music
- 1997 Leandro & Leonardo Vol. 11 - Chantecler/Warner Music
- 1998 Só Para Crianças - Warner Music
- 1998 Um Sonhador - BMG Brasil